# لاندوهر (نیدرزاکسن)
لاندوهر (به آلمانی: Landwehr) یک منطقهٔ مسکونی در آلمان است که در Freden واقع شده‌است. لاندوهر ۵۴۲ نفر جمعیت دارد.